# Max Gmür
Max Gmür (* 4. Februar 1871 in Flawil; † 27. Juli 1923 in Viareggio, Italien; heimatberechtigt in Murg und Saanen) war ein Schweizer Rechtswissenschaftler. Er lehrte an der Universität Bern.

## Leben
Max Gmür stammte aus einer alten St. Galler Familie, seine Vorfahren waren bis ins 18. Jahrhundert Ammänner des Stifts Schänis, sein Vater war Hotelier in Flawil. Nach dem Besuch der Kantonsschule St. Gallen studierte er Rechtswissenschaft an den Universitäten Lausanne, Leipzig, Berlin und Bern. 1894 wurde er bei Eugen Huber in Bern mit einer Arbeit über die Entwicklung der letztwilligen Verfügungen nach altem bernischen Recht promoviert. Anschliessend war er als Anwalt tätig, zunächst in der Kanzlei des seinerzeitigen Nationalrats Joseph Anton Scherrer-Füllemann in St. Gallen, dann selbstständig in Wattwil und Flawil.
1896 habilitierte sich Gmür an der Universität Bern mit einer erbrechtlichen Arbeit. Er lehrte darauf als Privatdozent, ab 1900 als ausserordentlicher und ab 1903 als ordentlicher Professor für Rechtsgeschichte, Privatrecht, Familienrecht, Handelsrecht, Wechselrecht, Gewerberecht und Kirchenrecht. Mehrfach übte er das Amt des Dekans der Juristischen Fakultät aus; im akademischen Jahr 1912/1913 war er Rektor der Universität.
Max Gmür war ab 1906 verheiratet mit Clara, geborene Fischer. Seine Söhne waren Harry und Rudolf Gmür; ein Enkel ist der Psychiater Mario Gmür. Max Gmür verstarb bei einem Badeunfall in Forte dei  Marmi, als er ein kleines Mädchen aus den Fluten des Meeres rettete. Der Bundespräsident Karl Scheurer begleitete die Familie auf der Heimreise in die Schweiz.

## Werk
Gmür beschäftigte sich zunächst mit der schweizerischen Rechtsgeschichte. Er gab mehrere Editionen mittelalterlicher und frühneuzeitlicher Rechtsquellen der Kantone Bern und St. Gallen im Rahmen der Sammlung Schweizerischer Rechtsquellen heraus. Dann verschoben sich seine Interessen hin zu Erb- und Familienrecht. Zusammen mit seinem früheren Lehrer Eugen Huber gehörte er der Expertenkommission für das Schweizerische Zivilgesetzbuch an und zeichnete hier verantwortlich für das Familienrecht. In dem von ihm 1909 mitbegründeten Berner Kommentar bearbeitete er die Einleitung sowie das Eherecht.
1903 begründete er die Schriftenreihe Abhandlungen zum schweizerischen Recht. Ferner gehörte er der Bernischen Juristenvereinigung an, deren Zeitschrift er ab 1903 herausgab. Im Jahr seines Todes war er Präsident des Vorstandes.

## Werke (Auswahl)
- Die Entwicklung der letztwilligen Verfügung nach den Rechtsquellen des Kantons St. Gallen. 1894.
- Die Haftbarkeit der Erben für die Bürgschaftsschulden des Erblassers nach schweizerischem Recht. 1896.
- Uebersicht der Rechtsquellen des Kantons St. Gallen bis zum Jahre 1798. 1897.
- Dorfrechte der Alten Landschaft. 2 Bände. 1903/1906.
- Die Rechtsquellen von Tablat bis 1798. 1904.
- Die Rechtsquellen von Wattwil bis 1798. 1904.
- Die Rechtsquellen des Rorschacheramtes bis 1798. 1904.
- Kommentar zum schweizerischen ZGB. Ab 1909.
- Quellen zur deutschen und schweizerischen Rechtsgeschichte. 1910.
- Schweizerische Bauernmarken und Holzurkunden. 1917; 2. Auflage 1991.